# 14 juin en sport
14 mai 14 juillet
Chronologies thématiques
- Croisades
- Ferroviaires
- Disney

Le 14 juin (165e jour de l'année ou 166e en cas d'année bissextile) en sport.

## Événements

### XIXesiècle
- 1870 :
  - (Baseball) : les Brooklyn Atlantics mettent fin à une impressionnante série victoires consécutives des Cincinnati Red Stockings. Ils étaient invaincus depuis leur fondation. Cette défaite (8-7 en 11 manches devant 20 000 spectateurs) intervient à l’occasion de la 27e rencontre de l’année ; quatre autres revers sont enregistrés en deuxième partie de saison[1].

### XXesièclede1901à1950
- 1924 :
  - (Sport automobile) : départ de la seconde édition des 24 Heures du Mans.
- 1931 :
  - (Sport automobile) : victoire de Lord Howe et Henry Birkin aux 24 Heures du Mans.
- 1936 :
  - (Sport automobile) : Bernd Rosemeyer remporte l'Eifelrennen 1936.

### XXesièclede1951à2000
- 1952 :
  - (Sport automobile) : départ de la vingtième édition des 24 Heures du Mans.
- 1953 :
  - (Sport automobile) : victoire de Tony Rolt et Duncan Hamilton aux 24 Heures du Mans.
- 1963 :
  - (Natation) : à Barcelone, Dmitry Komornikov porte le record du monde du 200 m brasse à 2 min 09 s 52/100.
- 1964 :
  - (Formule 1) : Grand Prix automobile de Belgique.
- 1969 :
  - (Sport automobile) : départ de la trente-septième édition des 24 Heures du Mans.
- 1970 :
  - (Sport automobile) : victoire de Hans Herrmann et Richard Attwood aux 24 Heures du Mans.
- 1975 :
  - (Sport automobile) : départ de la quarante-troisième édition des 24 Heures du Mans.
- 1980 :
  - (Sport automobile) : départ de la quarante-huitième édition des 24 Heures du Mans.
- 1981 :
  - (Sport automobile) : victoire de Jacky Ickx et Derek Bell aux 24 Heures du Mans.
- 1992 :
  - (Formule 1) : Grand Prix automobile du Canada.
- 1997 :
  - (Sport automobile) : départ de la soixante-cinquième édition des 24 Heures du Mans.
- 1998 :
  - (Basket-ball) : les Chicago Bulls remportent leur troisième titre consécutif pour la deuxième fois en huit ans par 4 victoires pour 2 défaites face au Utah Jazz, grâce à un tir victorieux de Michael Jordan lors du sixième match à six secondes de la fin.

### XXIesiècle
- 2003 :
  - (Sport automobile) : départ de la soixante et onzième édition des 24 Heures du Mans.
- 2007 :
  - (Basket-ball) : en finale des Playoffs NBA 2007, les San Antonio Spurs obtiennent leur quatrième titre NBA en remportant la quatrième rencontre les opposant aux Cleveland Cavaliers à Cleveland sur le score de 83 à 82. Le Français Tony Parker, décisif lors des quatre matches, devient le premier européen à remporter le titre de MVP de la finale.
- 2008 :
  - (Sport automobile) : départ de la soixante-seizième édition des 24 Heures du Mans.
- 2009 :
  - (Basket-ball) : les Los Angeles Lakers obtiennent leur quinzième titre NBA dans les Finals face au Orlando Magic.
- 2015 :
  - (Compétition automobile /Endurance) : 17 ans après son dernier succès, Porsche remporte la 83e édition des 24 Heures du Mans avec les pilotes Earl Bamber, Nick Tandy et Nico Hülkenberg.
  - (Cyclisme sur route /Course à étapes) : le Britannique Chris Froome remporte le Critérium du Dauphiné pour la deuxième fois, il s'impose lors de la dernière étape à Valfréjus, dérobant ainsi le maillot jaune à l'Américain Tejay van Garderen.
  - (Tennis /ATP World Tour 250) : 
    - Rafael Nadal, renoue avec le succès. Il a en effet disposé du Serbe Viktor Troicki  en finale du Tournoi de Stuttgart (7-6 6-3).
    - Nicolas Mahut, 97e mondiale, a suscité la sensation en s'imposant en finale du tournoi de Den Bosch face au Belge David Goffin (7-6, 6-1). C'est le troisième titre pour l'Angevin depuis le début de sa carrière, tous glanés sur gazon.
- 2016 :
  - (Basket-ball /Pro A) : l'ASVEL remporte son 18e titre de champion de France en battant Strasbourg chez lui (80-77), lors du match 5. Le SIG, qui a compté jusqu'à 22 points de retard, a perdu sa 4e finale d'affilée[2].
- 2018 :
  - (Football /Mondial) : la Coupe du monde 2018 démarre ce jour au Stade Loujniki de Moscou avec la Russie, pays organisateur, qui affronte l’Arabie pour le compte du Groupe A.
- 2024 :
  - (Football /Euro) : début de la 17e édition du Championnat d'Europe de football qui se déroule en Allemagne jusqu'au 14 juillet 2024.

## Naissances

### XIXesiècle
- 1869 :
  - Edgar Chadwick, footballeur puis entraîneur anglais. (7 sélections en équipe nationale). Sélectionneur de l'équipe des Pays Bas de 1908 à 1913, médaillé de bronze aux Jeux de Londres 1908 puis aux Jeux de Stockholm 1912. († 14 février 1942).
- 1871 :
  - Hermanus Brockmann, rameur néerlandais. Champion olympique du deux avec barreur, médaillé d'argent du quatre avec barreur et de bronze du huit aux Jeux de Paris 1900. († 18 janvier 1936).
- 1879 :
  - Arthur Duffey, athlète de sprint américain. († 25 janvier 1955).
- 1881 : 
  - George Alan Thomas, joueur de badminton et joueur de tennis puis dirigeant sportif anglais. Président de la FIB de 1934 à 1955 et créateur de la Thomas Cup en 1949. († 23 juillet 1972).
- 1884 :
  - Georg Zacharias, nageur allemand. Champion olympique du 440 yards brasse et de bronze du 100 yards dos aux Jeux de Saint-Louis 1904. († 31 juillet 1953).
- 1886 :
  - Pierre Guillemin, joueur de rugby à XV français. (11 sélections en équipe de France). († 5 juin 1915).
- 1887 :
  - Oskar Kreuzer, joueur de rugby à XV et joueur de tennis allemand. Médaillé de bronze du simple en extérieur aux Jeux de Stockholm 1912. († 3 mai 1968).
- 1894 : 
  - Jack Adams, hockeyeur sur glace puis entraîneur canadien. († 1er mai 1968).
- 1898 : 
  - Chris Fridfinnson, hockeyeur sur glace canadien. Champion olympique aux Jeux d'Anvers 1920. († 10 novembre 1938).

### XXesièclede1901à1950
- 1902 : 
  - Eugène Ribère, joueur de rugby à XV français. Médaillé d'argent aux Jeux de Paris 1924. (34 sélections en équipe de France). († 22 mars 1988).
- 1923 :
  - Ivan Gubijan, athlète de lancers yougoslave puis croate. Médaillé d'argent du marteau aux Jeux de Londres 1948. († 4 janvier 2009).
- 1926 : 
  - Don Newcombe, joueur de baseball américain. († 19 février 2019).
- 1929 : 
  - Alan Davidson, joueur de cricket australien. (44 sélections en Test cricket). († 30 octobre 2021).
  - Johnny Wilson, hockeyeur sur glace puis entraîneur canadien. († 27 décembre 2011).
- 1930 : 
  - Bora Kostić, footballeur yougoslave puis serbe. Champion olympique aux Jeux de Rome 1960. (33 sélections avec l'Équipe de Yougoslavie). († 10 janvier 2011).
- 1937 : 
  - Jean-Claude Lefebvre, basketteur français. (57 sélections en équipe de France). († 1er août 1999).
- 1940 : 
  - Ben Davidson, joueur de foot U.S. américain. († 3 juillet 2012).
- 1942 : 
  - Pertti Purhonen, boxeur finlandais. Médaillé de bronze des -67 kg aux Jeux de Tokyo 1964. († 5 février 2011).
- 1943 : 
  - John Miles, pilote de F1 britannique. († 8 avril 2018).
- 1945 :
  - Richard Stebbins, athlète de sprint américain. Champion olympique du relais 4×100m aux Jeux de Tokyo 1964.

### XXesièclede1951à2000
- 1952 :
  - Pat Summitt, basketteuse puis entraîneuse américaine. Médaillée d'argent aux Jeux de Montréal 1976. Championne du monde de basket-ball féminin 1979. Sélectionneuse de l'Équipe féminine des États-Unis de 1984 à 1987 qui devient championne olympique aux Jeux de Los Angeles 1984. († 28 juin 2016).
- 1961 :
  - Sam Perkins, basketteur américain. Champion olympique aux Jeux de Los Angeles 1984. (16 sélections en équipe nationale).
- 1969 :
  - Éric Desjardins, hockeyeur sur glace puis entraîneur canadien.
  - Steffi Graf, joueuse de tennis allemande. Championne olympique du simple et médaillée de bronze du double aux Jeux de Séoul 1988 puis médaillée d'argent du simple aux Jeux de Barcelone 1992. Victorieuse des Tournois de Roland Garros 1987, 1988, 1993, 1995, 1996 et 1999, des Open d'Australie 1988, 1989, 1990 et 1994, des Tournois de Wimbledon 1988, 1989, 1991, 1992, 1993, 1995 et 1996, des US Open de tennis 1988, 1989, 1993, 1995 et 1996, des Masters 1987, 1989, 1993, 1995 et 1996 puis des Fed Cup 1987 et 1992.
  - Jackson Richardson, handballeur puis entraîneur français. Médaillé de bronze aux Jeux de Barcelone 1992. Champion du monde de handball masculin 1995 et 2001 puis médaillé d'argent à celui de 1993 puis de bronze à ceux de 1997, 2003 et 2005. Vainqueur de la Ligue des champions 2001, des Coupe d'Europe des vainqueurs de coupe 1993 et 2004. (417 sélections en équipe de France). Sélectionneur de l'équipe du Gabon depuis 2017
- 1971 :
  - Bruce Bowen, basketteur américain.
- 1972 :
  - Moustapha Sonko, basketteur français. Médaillé d'argent aux Jeux de Sydney 2000. Vainqueur de la Coupe Korać 2001. (92 sélections en équipe de France).
- 1973 :
  - Sami Kapanen, hockeyeur sur glace finlandais. Médaillé de bronze aux Jeux de Lillehammer 1994 et aux Jeux de Nagano 1998. Champion du monde de hockey sur glace 1995.
- 1976 :
  - Massimo Oddo, footballeur italien. Champion du monde de football 2006. Vainqueur de la Ligue des champions 2007. (34 sélections en équipe nationale).
- 1977 :
  - Joe Worsley, joueur de rugby à XV puis entraîneur anglais. Champion du monde de rugby à XV 2003. Vainqueur du Grand Chelem 2003, des Tournois des Six Nations 2000 et 2001, des Coupe d'Europe 2004 et 2007, du Challenge européen 2003. (78 sélections en équipe nationale).
- 1978 :
  - Steve Bégin, hockeyeur sur glace canadien.
- 1979 :
  - Rodolphe Roche, footballeur français.
  - Paradorn Srichaphan, joueur de tennis thaïlandais.
- 1983 :
  - Fabien Patanchon, cycliste sur route français.
- 1984 :
  - Gilles Cioni, footballeur français.
  - Dawn Harper, athlète de haies américaine. Championne olympique du 100m haies aux Jeux de Pékin 2008 puis médaillée d'argent aux Jeux de Londres 2012.
- 1985 :
  - Stefhon Hannah, basketteur américain.
- 1987 :
  - Andrew Cogliano, hockeyeur sur glace canadien.
- 1989 :
  - Leva Fifita, joueur de rugby à XV tongien. (33 sélections en équipe nationale).
  - John Millman, joueur de tennis australien.
- 1990 :
  - Azenaide Carlos, handballeuse angolaise. Championne d'Afrique des nations de handball féminin 2012 et 2016. (44 sélections en équipe nationale).
  - Ba Dexin, curleur chinois.
- 1991 :
  - Diandra Tchatchouang, basketteuse française. Médaillée de bronze aux Jeux de Tokyo 2020. Médaillée d'argent à l'euro de basket-ball 2013, 2015, 2017 et 2021. Victorieuse de l'Eurocoupe 2016. (107 sélections en équipe de France).
- 1992 :
  - Nicholas Bett, athlète de haies kényan. Champion du monde d'athlétisme du 400m haies 2015.
  - T. J. Bray, basketteur américain.
  - Devante Smith-Pelly, hockeyeur sur glace canadien.
- 1994 :
  - Romain Habran, footballeur français.
- 1996 :
  - Gabe Vincent, basketteur américano-nigérian.
- 1998 :
  - Billal Bennama, boxeur franco-algérien.
- 1999 :
  - Branden Carlson, basketteur américain.
  - Fatima Mokhtari, gymnaste algérienne.
- 2000 :
  - Thomas Buitink, footballeur néerlandais.

### XXIesiècle
- 2005 :
  - Rareș Pop, footballeur roumain.

## Décès

### XXesièclede1901à1950
- 1908 : 
  - Frederick Stanley, 67 ans, homme politique canadien. Initiateur de la Coupe Stanley. (° 15 janvier 1841).
- 1942 : 
  - Otto Herschmann, 65 ans, nageur et sabreur autrichien. Médaillé d'argent du 100m nage libre aux Jeux d'Athènes 1896 puis médaillé d'argent du sabre par équipes aux Jeux de Stockholm 1912. (° 4 janvier 1877).

### XXesièclede1951à2000
- 1967 :
  - Edward Eagan, 70 ans, boxeur et bobeur américain. Champion olympique des -79,4 kg aux Jeux d'Anvers 1920 puis champion olympique du bob à quatre aux Jeux de Lake Placid. (° 26 avril 1897).
- 1984 : 
  - Eugène Chaud, 78 ans, joueur de rugby à XV et de XIII français. (3 sélections en Équipe de France de rugby à XV). (° 2 mars 1906).

### XXIesiècle
- 2001 :
  - Oleg Fedoseyev, 65 ans, athlète de sauts soviétique puis russe. Médaillé de bronze du triple saut aux Jeux de Tokyo 1964. Détenteur du Record du monde du triple saut du 3 mai 1959 au 5 août 1960. (° 4 juin 1936).
- 2002 :
  - Rino Benedetti, 73 ans, cycliste sur route italien. (° 18 novembre 1928).
- 2009 :
  - Hal Woodeshick, 76 ans, joueur de baseball américain. (° 24 août 1932).
- 2012 :
  - Frans Dignef, 75 ans, footballeur belge. (° 30 juin 1936).
- 2015 :
  - Zito, 82 ans, footballeur brésilien. Champion du monde du monde de football 1958 et 1962. Vainqueur des Copa Libertadores 1962 et 1963. (46 sélections en équipe nationale). (° 8 août 1932).